# Pétanque-Europameisterschaft der Frauen 2007
Die 4. Pétanque-Europameisterschaften der Frauen im Triplette und die 3. Pétanque-Europameisterschaften der Frauen im Präzisionsschießen fanden vom 17. bis 19. August 2007 in Ankara, Türkei statt.

## Triplette
Es nahmen 24 Teams aus 23 Nationen teil, der Gastgeber stellte zwei Teams.
Jedes Team bestand aus vier Sportlerinnen. Im Triplette spielen jeweils drei Spielerinnen, zwischen den Aufnahmen kann ausgewechselt werden.

### Teilnehmerinnen
| Teilnehmerinnen        | Teilnehmerinnen                                                                  |
| Nation                 | Spielerinnen                                                                     |
| ---------------------- | -------------------------------------------------------------------------------- |
| Österreich             | Pflanzer Margit, Schlifke Brigitte, Grampfort Severine, Vida Christine           |
| Bulgarien              | Dikova Daniela, Venkova Silviya, Cholakova Rumyana, Venkova Viktoriya            |
| Belgien                | Stevens Oscarine, Jeandriens Anastasia, Max Camille, Rose Maire Cambier          |
| Tschechien             | Players: Hancova Alis, Klusova Lucie, Srubarova Hana, Vokrouhlikova Romana       |
| Dänemark               | Erlandsen Doris, Henriksen Annette Vest, Büchert Iben Sass, Saxild -Hansen Maria |
| Vereinigtes Königreich | Stockbridge Heather, Stockbridge Pauline, Lickorish Kirsty                       |
| Estland                | Aava Helena-Paula, Aava Merike, Velga Marju, Aavekukk Katri                      |
| Finnland               | Kyllonen Mira, Hatonen Ninna, Nasila Mirva, Raitasuo Outi                        |
| Frankreich             | Papon Angelique, Roche Severine, Aillerie Sophie, D'Isidoro Ludivine             |
| Deutschland            | Susanne Fleckenstein, Anna Lazaridis, Laura Makowski, Indra Waldbüßer            |
| Ungarn                 | T. Pentek Beatrix, Nemeth Kitti, Karpati Zsofia, Sule Miklosne                   |
| Israel                 | Margalit Ossi, Rivka Yefet, Sivan Siri, Ester Hermoni                            |
| Italien                | Grosso Jaqueline, Giraudo Irma, Beccaria Barbara, Sacco Serena                   |
| Monaco                 | Sanna Marie-Laure, Olivier Chantal, Sophie Arado, Gabrielle Soccie               |
| Niederlande            | Blom Marina, Bosch Katie, Rudolfs Karin, Zantingh Karin                          |
| Polen                  | Mazurkiewicz Anna, Mazurkiewicz Marta, Wojtkowska Marta, Blasiak Magdelana       |
| Slowakei               | Tamanova Blanka, Vodova Jana, Ferancova Sona, Mengerova Hana                     |
| Slowenien              | Seruga Tatjana, Kujavec Darinka, Kvartuh Mateja, Zabjek Slavica                  |
| Spanien                | Mayol Katalina, Ines Rosario, Hernandes Miriam, Balleste Jeronima                |
| Schweden               | Johansson Jessica, Larsson Lotta, Lindelof Sara, Bromer Lotta                    |
| Schweiz                | Muriset Laure, Maitre Wicki Ludivine, Hug Mylene, Lamon Jessica                  |
| Türkei 1               | Ercelep Akife, Yilmaz Sila, Yilmaz Semra, Savas Meryem                           |
| Türkei 2               | Yaratilmis Gulcin, Basaran Gamze, Kahraman Nefize, Cankaya H. Gozde              |
| Ukraine                | Hoys Inna, Hoys Alisa, Matiyasevych Mariya, Veselovska Yuliya                    |

### Vorrunde
In der Vorrunde wurde in vier Gruppen mit je sechs Teams gespielt. Die beiden Gruppenersten qualifizierten sich für das Viertelfinale, alle weiteren spielten im Nationen-Cup weiter.
| Vorrunde | Vorrunde               | Vorrunde               | Vorrunde |
| -------- | ---------------------- | ---------------------- | -------- |
| 1. RUNDE |                        |                        |          |
| Gruppe A | Slowakei               | Türkei 2               | 13:05    |
| Gruppe A | Belgien                | Ungarn                 | 13:11    |
| Gruppe A | Italien                | Österreich             | 13:08    |
| Gruppe B | Niederlande            | Ukraine                | 13:02    |
| Gruppe B | Slowenien              | Schweiz                | 13:12    |
| Gruppe B | Spanien                | Vereinigtes Königreich | 13:01    |
| Gruppe C | Bulgarien              | Dänemark               | 08:13    |
| Gruppe C | Türkei 1               | Finnland               | 13:05    |
| Gruppe C | Polen                  | Schweden               | 02:13    |
| Gruppe D | Estland                | Israel                 | 13:10    |
| Gruppe D | Tschechien             | Deutschland            | 13:05    |
| Gruppe D | Frankreich             | Monaco                 | 13:05    |
| 2. RUNDE |                        |                        |          |
| Gruppe A | Slowakei               | Belgien                | 12:13    |
| Gruppe A | Ungarn                 | Italien                | 11:13    |
| Gruppe A | Türkei 2               | Österreich             | 13:01    |
| Gruppe B | Niederlande            | Slowenien              | 13:11    |
| Gruppe B | Schweiz                | Spanien                | 3:13     |
| Gruppe B | Ukraine                | Vereinigtes Königreich | 13:08    |
| Gruppe C | Bulgarien              | Türkei 1               | 07:13    |
| Gruppe C | Finnland               | Polen                  | 13:12    |
| Gruppe C | Dänemark               | Schweden               | 3:13     |
| Gruppe D | Estland                | Tschechien             | 11:13    |
| Gruppe D | Deutschland            | Frankreich             | 00:13    |
| Gruppe D | Israel                 | Monaco                 | 13:00    |
| 3. RUNDE |                        |                        |          |
| Gruppe A | Slowakei               | Ungarn                 | 13:10    |
| Gruppe A | Türkei 2               | Italien                | 13:00    |
| Gruppe A | Belgien                | Österreich             | 13:02    |
| Gruppe B | Niederlande            | Schweiz                | 13:04    |
| Gruppe B | Ukraine                | Spanien                | 04:13    |
| Gruppe B | Slowenien              | Vereinigtes Königreich | 13:07    |
| Gruppe C | Bulgarien              | Finnland               | 00:13    |
| Gruppe C | Dänemark               | Polen                  | 02:13    |
| Gruppe C | Türkei 1               | Schweden               | 06:13    |
| Gruppe D | Deutschland            | Estland                | 13:00    |
| Gruppe D | Israel                 | Frankreich             | 05:13    |
| Gruppe D | Tschechien             | Monaco                 | 13:03    |
| 4. RUNDE |                        |                        |          |
| Gruppe A | Slowakei               | Italien                | 11:13    |
| Gruppe A | Österreich             | Ungarn                 | 01:13    |
| Gruppe A | Türkei 2               | Belgien                | 13:05    |
| Gruppe B | Niederlande            | Spanien                | 00:13    |
| Gruppe B | Vereinigtes Königreich | Schweiz                | 05:13    |
| Gruppe B | Ukraine                | Slowenien              | 11:13    |
| Gruppe C | Bulgarien              | Polen                  | 10:13    |
| Gruppe C | Schweden               | Finnland               | 13:07    |
| Gruppe C | Dänemark               | Türkei 1               | 05:13    |
| Gruppe D | Estland                | Frankreich             | 11:13    |
| Gruppe D | Monaco                 | Deutschland            | 03:13    |
| Gruppe D | Israel                 | Tschechien             | 06:13    |
| 5. RUNDE |                        |                        |          |
| Gruppe A | Slowakei               | Österreich             | 10:13    |
| Gruppe A | Italien                | Belgien                | 13:12    |
| Gruppe A | Türkei 2               | Ungarn                 | 10:13    |
| Gruppe B | Niederlande            | Vereinigtes Königreich | 13:05    |
| Gruppe B | Spanien                | Slowenien              | 13:05    |
| Gruppe B | Ukraine                | Schweiz                | 09:13    |
| Gruppe C | Bulgarien              | Schweden               | 02:13    |
| Gruppe C | Polen                  | Türkei 1               | 07:13    |
| Gruppe C | Dänemark               | Finnland               | 13:04    |
| Gruppe D | Estland                | Monaco                 | 13:03    |
| Gruppe D | Frankreich             | Tschechien             | 13:03    |
| Gruppe D | Israel                 | Deutschland            | 09:13    |

### Viertelfinale
| Viertelfinale | Viertelfinale | Viertelfinale |
| ------------- | ------------- | ------------- |
| Italien       | Türkei 1      | 13 : 09       |
| Türkei 2      | Schweden      | 00: 13        |
| Spanien       | Tschechien    | 2 : 13        |
| Frankreich    | Niederlande   | 2 : 13        |

### Halbfinale
| Halbfinale  | Halbfinale | Halbfinale |
| ----------- | ---------- | ---------- |
| Tschechien  | Italien    | 13 : 3     |
| Niederlande | Schweden   | 0 :13      |

### Finale
| Finale     | Finale   | Finale |
| ---------- | -------- | ------ |
| Tschechien | Schweden | 6 : 13 |

### Nationen-Cup
| Achtelfinale  | Achtelfinale           | Achtelfinale |
| Team 1        | Team 2                 | Punkte       |
| ------------- | ---------------------- | ------------ |
| Belgien       | Bulgarien              | 13 : 0       |
| Slowenien     | Monaco                 | 0 : 13       |
| Polen         | Australien             | 13 : 0       |
| Deutschland   | Vereinigtes Königreich | 13 : 1       |
| Slowakei      | Dänemark               | 10 : 13      |
| Schweiz       | Israel                 | 13 : 6       |
| Finnland      | Ungarn                 | 13 : 11      |
| Estland       | Ukraine                | 13 : 7       |
| Viertelfinale |                        |              |
| Team 1        | Team 2                 | Punkte       |
| Belgien       | Monaco                 | 13:3         |
| Polen         | Deutschland            | 06:13        |
| Dänemark      | Schweiz                | 00:13        |
| Finnland      | Estland                | 10:13        |
| Halbfinale    |                        |              |
| Team 1        | Team 2                 | Punkte       |
| Belgien       | Deutschland            | 12:13        |
| Schweiz       | Estland                | 0:13         |
| Finale        |                        |              |
| Team 1        | Team 2                 | Punkte       |
| Deutschland   | Schweiz                | 5:13         |

## Tir de précision
Bei dem noch jungem Wettbewerb im Präzisionsschießen musste aus sechs, sieben, acht und neun Metern auf fünf verschiedene Kugelanordnungen (Ateliers) geschossen werden. Bei jedem Schuss konnten maximal fünf Punkte, also insgesamt 100 Punkte erreicht werden.
Titelverteidigerin Angélique Papon erreichte bei der Pétanque-Weltmeisterschaft 2006 in Grenoble 62 Punkte, den zweitbesten Wert der je bei einer Pétanque-Weltmeisterschaft erzielt wurde.

### Vorrunde
In der Vorrunde qualifizieren sich die besten Acht für das Viertelfinale
| Vorrunde | Vorrunde              | Vorrunde               | Vorrunde | Vorrunde        |
| -------- | --------------------- | ---------------------- | -------- | --------------- |
| Platz    | Name                  | Nation                 | Resultat | Q= qualifiziert |
| 1        | PAPON ANGELIQUE       | Frankreich             | 41       | Q               |
| 2        | JOHANSSON JESSICA     | Schweden               | 35       | Q               |
| 3        | OSSI MARGALIT         | Israel                 | 35       | Q               |
| 4        | MAITRE-WICKI LUDIVINE | Schweiz                | 31       | Q               |
| 5        | RUDOLFS KARIN         | Niederlande            | 28       | Q               |
| 6        | ROSARIO INES          | Spanien                | 27       | Q               |
| 7        | LAZARIDIS ANNA        | Deutschland            | 24       | Q               |
| 8        | SAXILID-HANSEN MARIA  | Dänemark               | 23       | Q               |
| 9        | WOSTKONSKA MARTA      | Polen                  | 21       |                 |
| 10       | SERUGA TATJANA        | Slowenien              | 20       |                 |
| 11       | GROSSO JACQUELINE     | Italien                | 18       |                 |
| 12       | JEANDRIENS ANASTASIA  | Belgien                | 16       |                 |
| 13       | ERCELEP AKIFE         | Türkei                 | 15       |                 |
| 14       | MENGEROVA HANA        | Slowakei               | 13       |                 |
| 14       | STOCKBRIDGE HEATER    | Vereinigtes Königreich | 13       |                 |
| 16       | AAVA MERIKE           | Estland                | 12       |                 |
| 17       | NEMETH KITTI          | Ungarn                 | 11       |                 |
| 17       | YVLIYA KOLOSOVSKAJA   | Ukraine                | 11       |                 |
| 19       | NAJILA MIRVA          | Finnland               | 8        |                 |
| 20       | PFLANZER MARGIT       | Österreich             | 7        |                 |
| 21       | NEVELINA GEORGIEVA    | Bulgarien              | 6        |                 |
| 21       | KLUSOVA LUCIE         | Tschechische Republik  | 6        |                 |
| 23       | SANNA MARIE-LAURE     | Monaco                 | 1        |                 |

### Viertelfinale
| Viertelfinale | Viertelfinale         | Viertelfinale | Viertelfinale | Viertelfinale           | Viertelfinale |
| Platz         | Spielerin             | Punkte        | Punkte        | Spielerin               | Platz         |
| ------------- | --------------------- | ------------- | ------------- | ----------------------- | ------------- |
| 1             | Rosario Spanien       | 35            | 33            | Ossi Israel             | 5             |
| 2             | Lazaridis Deutschland | 33            | 19            | Johannsson Schweden     | 7             |
| 3             | Rudolfs Niederlande   | 31            | 27            | Maitre-Wicki Schweiz    | 6             |
| 4             | Papon Frankreich      | 27            | 9             | Saxilid-Hansen Dänemark | 8             |

### Halbfinale
| Halbfinale | Halbfinale            | Halbfinale | Halbfinale | Halbfinale          | Halbfinale |
| Platz      | Spielerin             | Punkte     | Punkte     | Spielerin           | Platz      |
| ---------- | --------------------- | ---------- | ---------- | ------------------- | ---------- |
| 3          | Lazaridis Deutschland | 12         | 26         | Rudolfs Niederlande | 2          |
| 1          | Rosario Spanien       | 35         | 21         | Papon Frankreich    | 3          |

### Finale
| Finale | Finale              | Finale | Finale | Finale          | Finale |
| Platz  | Spielerin           | Punkte | Punkte | Spielerin       | Platz  |
| ------ | ------------------- | ------ | ------ | --------------- | ------ |
| 1      | Rudolfs Niederlande | 31     | 30     | Rosario Spanien | 2      |